# Dhimah
Dhimah (née Dhimah H. Goldsmith le 25 août 1900 et morte le 18 avril 1974) est une danseuse égyptienne dont le premier spectacle à New York a lieu au théâtre de la Guilde, le 13 mai 1928.

## Biographie
Elle apprend la danse en Allemagne sous la tutelle de Mary Wigman.
Elle danse souvent sur des musiques de Bach et de Chopin. À New York, elle ajoute à son programme des musiques de Béla Bartók, l'une d'entre elles accompagnée de vers chantés du Coran. Elle est à la tête d'une troupe de treize danseurs et trois musiciens.
On considère que c'est elle qui a fait découvrir la danse orientale aux États-Unis.